# 彼得拉·奥利
彼得拉·奥利（芬蘭語：Petra Olli，1994年6月5日—），芬兰女子摔跤运动员。她曾代表芬兰参加世界摔跤锦标赛，获得一枚金牌和一枚银牌。她也曾参加2016年夏季奥林匹克运动会。